# Джаназа
Джана́за (араб. جنازة‎) — исламский похоронный обряд. Джаназой также называют покойника и погребальные носилки (синоним — табут). Предписания о похоронном обряде отсутствуют в Коране, но подробно описаны в сочинениях по исламскому праву (фикх). Похоронный обряд в различных мусульманских странах немного отличается. Это связано прежде всего с соответствующими доисламскими обычаями, однако во всех странах есть основные правила, которым следуют все мусульмане.

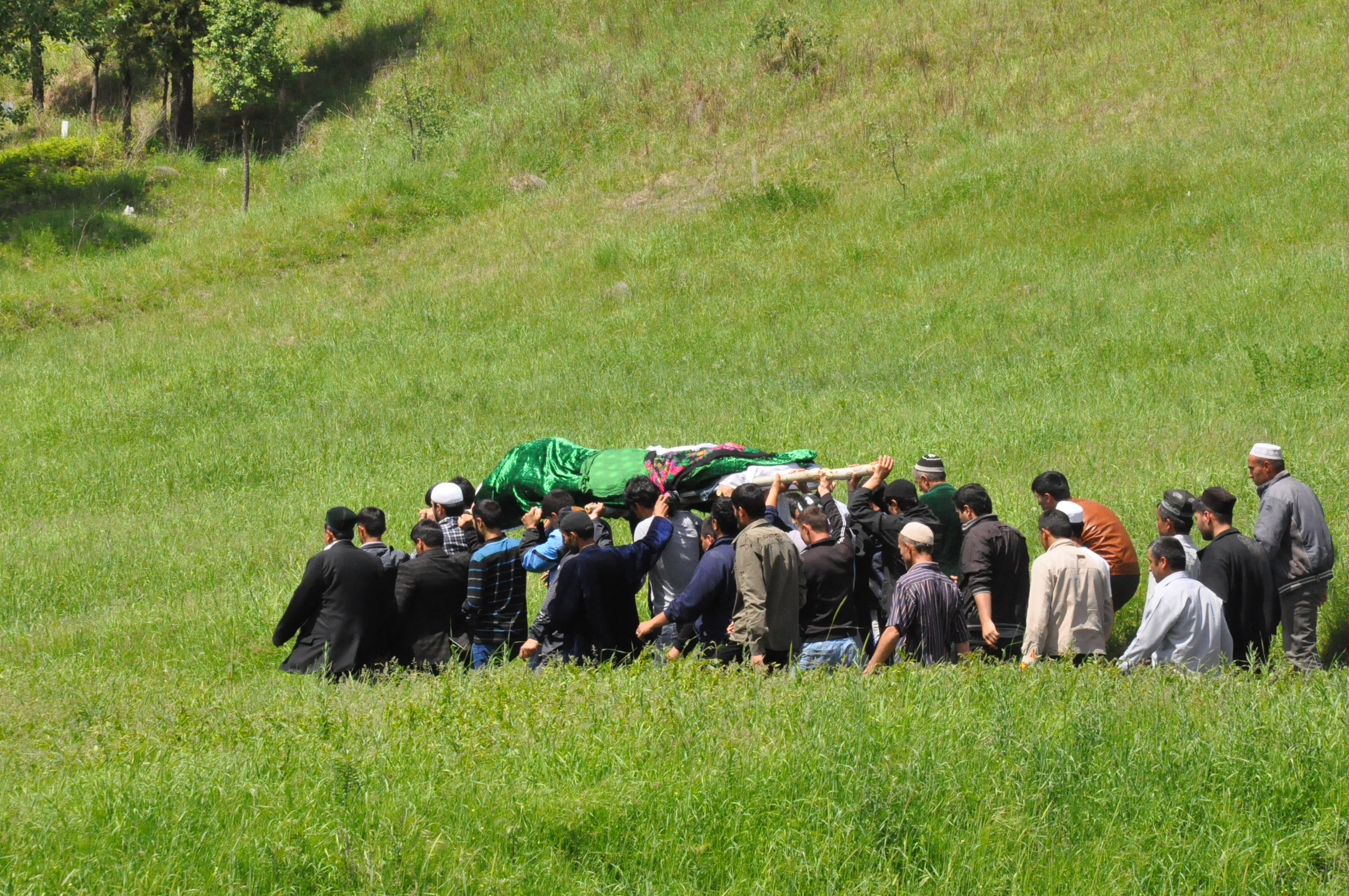
Погребальная процессия в Таджикистане, 2012 г.

## Подготовка к похоронам
Если умирающий суннит может произнести шахаду, ему следует это сделать, в противном случае её шепчут ему на ухо. В шиитской традиции вместо шахады используется 36 сура Корана (Йа Син). Умершего поворачивают в направлении киблы.
Перед тем, как похоронить, мусульманина должны омыть. Для этого нанимается специальный человек, либо это делает ближайший родственник (сын — отца, брат — брата, и т. д.). 

### Заворачивание
Омытое тело облачается в особые погребальные одежды, состоящие из нескольких покрывал, называемых кафан. Сунниты предпочитают три покрывала или нечётное их число, шииты считают обязательным использовать именно три, однако на практике часто берут два покрывала. Разрешено использовать любой цвет, желателен белый, нежелателен синий. Умершему закрывают глаза, подвязывают челюсть и складывают руки на груди. Стянув плотно погребальные одеяния, тело кладут на носилки и читают погребальную молитву.
Все суннитские мазхабы считают похороны в гробу нежелательными, кроме как по необходимости (захоронение во влажную почву или сильно пострадавшее тело).

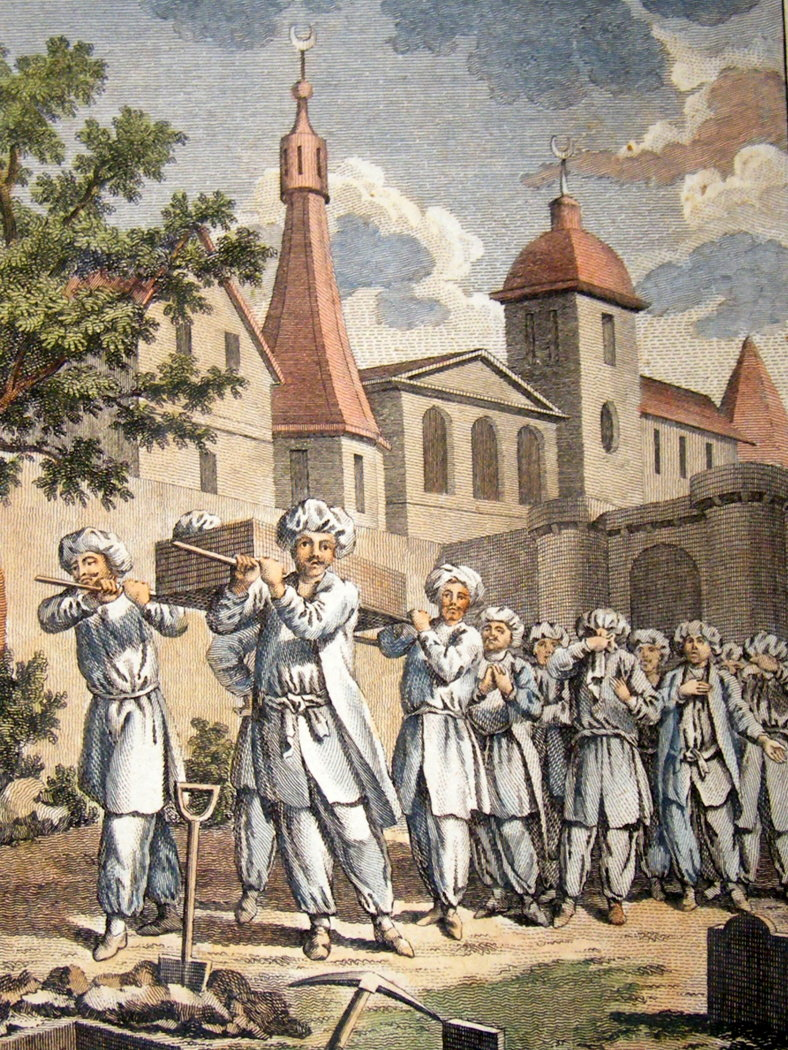
Погребальная процессия в Алжире, XVII век

## Погребение
Тело покойного необходимо похоронить как можно раньше. Если смерть мусульманина наступила утром, то погребение должно состояться до захода солнца того же дня. В том случае, если человек умер днём или ночью, его могут похоронить на следующий день. После прочтения погребальной молитвы тело в сопровождении погребальной процессии несут на кладбище. Двигаться такая процессия должна быстро, а несущие носилки — не останавливаясь, передавать их другим. Женщинам запрещено участвовать в процессии, а также громко оплакивать умершего, однако зачастую этот запрет не соблюдается. Ближайшие родственники кладут тело покойного в могилу лицом к кибле.

## Могила
Могила делается по возможности просторной. Могилы бывают двух видов: с углублением на дне могилы (шакк) и с нишей в боковой части могилы на стороне киблы (ляхад). Погребение сопровождаются чтением сур Корана и касиды аль-Бурда. Религиозные авторитеты запрещают как-либо отмечать могилу, однако широко распространено ставить надмогильные камни с именем покойного, датами его рождения и смерти.

## Погребение отдельных категорий людей
Мусульманам запрещено молиться за неверующего. Его тело не обмывают, но предают земле. Если умерший младенец хотя бы раз закричал, то над его телом следует произнести молитву. Тело «мученика за веру» (шахид) не обмывают и хоронят в той одежде, которая была на нём в момент гибели; шафииты считают допустимым переодеть шахида в кафан. У шафиитов, маликитов и ханбалитов над покойным шахидом не читается молитва; ханафиты и шииты-двунадесятники не делают для шахидов исключения.

## Соболезнование
Соболезнование семье и близким умершего человека называется тазией (араб. تعزية‎). Его желательно выразить в течение первых трёх дней после его смерти. Шариат разрешает выражать соболезнование в более поздний срок в том случае, если те, кто приносит соболезнование, в это время были в пути или по различным причинам поздно узнали о смерти этого человека. Считается нежелательным (макрух) выражать соболезнование более одного раза.
Тазия совершается для успокоения семьи покойного. Близким умершего напоминают о терпении (сабр) и о том, что жизнь и смерть происходят по воле Аллаха. В исламском предании сохранились слова пророка Мухаммеда о том, что «непозволительно женщине, верующей в Аллаха и в Последний день, носить траур по покойному более трёх дней, если только дело не касается её мужа, по которому траур следует соблюдать четыре месяца и десять дней». Выражать соболезнования лучше всего после похорон, когда близкие покойного больше всего испытывают чувство одиночества и нуждаются в поддержке. Можно соболезновать в доме или мечети, однако ночевать в доме покойного, когда соболезнования выражаются в его доме, в исламе порицаемо.
При произнесении соболезнования мусульманину говорят: «А‘замал-лаху аджрака ва ахсана ‘аза-’ака ва гафара лимай-йитика» (Да окажет Всевышний Аллах тебе благодеяние, да возвысит тебя степенью и позволит стойко перенести утрату. Да простит грехи покойного); если покойник немусульманин (кафир), соболезнование произносится мусульманину, то говорят: «А‘замал-лаху аджрака ва ахсана ‘аза-’ака»; если покойник мусульманин, соболезнование произносится немусульманину, то говорят: «Ахсанал-лаху ‘аза-’ака ва гафара лимай-итика».
Согласно местным традициям принято выделять для поминовения 3-й, 7-й и 40-й день после смерти усопшего.

Вади ас-Салам, Ирак